# Ranunculus fascicularis
Ranunculus fascicularis Muhl. ex Bigelow – gatunek rośliny z rodziny jaskrowatych (Ranunculaceae Juss.). Występuje naturalnie w Stanach Zjednoczonych, na obszarze od wschodniego Teksasu i zachodniej części Karoliny Południowej aż po środkową część Minnesoty i Massachusetts. 

## Morfologia
PokrójBylina o lekko owłosionych pędach. Dorasta do 20–30 cm wysokości. Korzenie są bulwiaste i mają cylindryczny kształt.
LiścieSą dłoniastozłożone – 3- lub 5-klapowane. Mają owalny kształt. Mierzą 2–4,5 cm długości oraz 2–4,5 cm szerokości. Wierzchołek jest ostry lub tępy.
KwiatySą zebrane w kwiatostanach. Pojawiają się na szczytach pędów. Mają żółtą barwę. Dorastają do 25 mm średnicy. Mają 5 owalnych działek kielicha, które dorastają do 5–7 mm długości. Mają od 5 do 7 płatków o długości 8–14 mm.
OwoceNagie niełupki o jajowatym kształcie i długości 2–3 mm. Tworzą owoc zbiorowy – wieloniełupkę o jajowatym lub kulistym kształcie i dorastającą do 5–8 mm długości.

## Biologia i ekologia
Rośnie na łąkach oraz w lasach liściaste zrzucających liście na zimę. Występuje na terenach nizinnych. Kwitnie od stycznia do lipca. Preferuje stanowiska w półcieniu. Dobrze rośnie na wilgotnym, żyznym i dobrze przepuszczalnym podłożu. 